# Weranda Country
Weranda Country – miesięcznik ukazujący się od grudnia 2007 nakładem Wydawnictwa Te-Jot.
Czasopismo podejmuje tematy związane: z życiem poza miastem i w bliskim kontakcie z naturą, ze zdrową kuchnią i ekologią. Publikowane artykuły dotyczą: domów i ogrodów, polskiej tradycji i zwyczajów, odżywiania opartego na lokalnych produktach, świata roślin i zwierząt, a także pomysłów na aranżację wnętrz i własnoręczne tworzenie dekoracji.
W każdym numerze zamieszczone są zdjęcia domów w stylu country i historie ich właścicieli, porady dotyczące pielęgnacji ogrodu, przepisy na dania i desery, ekologiczne ciekawostki oraz polecane produkty.
Stałe elementy zawartości magazynu to także felietony, które piszą Dorota Sumińska i Andrzej Kruszewicz, a także kalendarium wydarzeń branżowych.